# Margaret Schroeder
Margaret Schroeder, interpretata dall'attrice Kelly Macdonald, è un personaggio di finzione, tra i principali della serie televisiva dell'HBO Boardwalk Empire - L'impero del crimine (2010): in italiano è doppiata da Francesca Manicone.
Compagna del protagonista Nucky Thompson, è la protagonista femminile della serie; donna energica e intraprendente, vedova con due figli a carico, nel corso delle stagioni si ritaglia un ruolo nella società di Atlantic City degli anni venti, periodo in cui alle donne era stato da poco concesso il voto (1918) ma che era ancora malvisto dalla maggioranza della popolazione.

## Biografia
Immigrata dall'Irlanda, come si apprende dagli avvenimenti in flashback (narrati in prevalenza nell'episodio 19, 7° della seconda stagione), Margaret si chiama in realtà Margaret Catherine Sheila Rohan. È fuggita dal paese natale, incinta e malvoluta dalla famiglia, che l'ha in seguito disconosciuta, anche a seguito di un furto di una somma di denaro da parte della ragazza. Durante la traversata perde il bambino che porta in grembo.
Giunta negli Stati Uniti, si sposa con un certo Hans Schroeder, un pescatore ed alcolista, da cui ha i due bambini Teddy ed Emily: i due vivono alle soglie della povertà.
Il marito usa spesso violenza con la donna, che non ha il coraggio di abbandonarlo; incinta del terzo figlio, lo perde proprio per le percosse del compagno.
Frequentatrice della "Lega della Temperanza", un'associazione femminile che combatte l'uso degli alcolici, assiste all'intervento di Nucky Thompson, tesoriere della città, che si proclama a favore del proibizionismo ma nella realtà risulta essere il principale trafficante e beneficiario del Volstead Act.
Nella seconda stagione sposa Nucky e nella terza intraprende una relazione con Owen Slater da cui rimane incinta. Dopo l'uccisione di quest'ultimo decide di scappare con i figli lontano da Nucky e perde il figlio. 
Nella quarta stagione trova lavoro in un'agenzia di intermediazione, e scende a patti con Arnold Rothstein: suggerimenti di titoli da giocare in borsa in cambio di un appartamento più grande. Sette anni dopo, nella quinta stagione, Rothstein è morto da circa tre anni per debiti e viene citata dalla sua vedova in giudizio.Quando l'ex socio in affari di Nucky si spegne, il capo di Margareth non gli chiude il conto e lo gioca in borsa con lei che gli firmava gli ordini. Perso tutto il capitale il suo principale si suicida, e la vedova di Rothstein, non potendo rivolgersi alla società poiché quasi in bancarotta, le chiede il risarcimento attraverso le vie legali, sapendo inoltre che è ancora sposata con Nucky. Questi si offre di aiutarla per evitare che il suo nome finisca denunciato su tutti i giornali. Giorni dopo Margareth esegue investimenti azionari su consiglio di Nucky, riuscendo a risarcire la vedova evitando un processo a suo danno, nonché del suo ex marito.